# فولفغانغ شينك
فولفغانغ شينك (بالألمانية: Wolfgang Schenck)‏ (و. 1934  م) هو ممثل مسرحي، وممثل أفلام ألماني، ولد في ألمانيا.

## وصلات خارجية
- فولفغانغ شينك على موقع IMDb (الإنجليزية)
- فولفغانغ شينك على موقع ألو سيني (الفرنسية)
- فولفغانغ شينك على موقع أول موفي (الإنجليزية)
- فولفغانغ شينك على موقع قاعدة بيانات الأفلام السويدية (السويدية)
- فولفغانغ شينك على موقع قاعدة بيانات الفيلم (الإنجليزية)
- فولفغانغ شينك على موقع كينوبويسك (الروسية)